# Salvador Molina
Salvador Molina Andrea (Villanueva de Castellón, 18 giugno 1914 – Xicotepec, 20 marzo 1982) è stato un ciclista su strada spagnolo.
Professionista tra il 1935 e il 1942, vinse la classifica dedicata agli scalatori alla Vuelta a España 1935.

## Carriera
Iniziò a correre nelle file della squadra spagnola Orbea, nel 1935, riuscendo a cogliere un successo in una piccola prova in linea spagnola. Nella stessa stagione ottenne un terzo posto nel Circuito de Getxo e due secondi posti nella Prueba Villafranca de Ordizia e nella Vuelta a Guipuzcoa. Partecipò anche alla Vuelta a España dove però concluse lontano dai primi nella classifica generale.
Nel 1936 riuscì ad aggiudicarsi la classifica scalatori alla Vuelta a España e sfiorò il successo di tappa sia nella quattordicesima che nella quindicesima tappa, arrivando in entrambi i casi quarto.
Si fermò al termine di quella stessa stagione a causa dei problemi politici interni della Spagna; tornò a gareggiare nel 1942, per un ultimo anno, vincendo una tappa al Circuito del Norte.

## Palmarès
- 1936

Vuelta a Estella
- 1942

6ª tappa Circuito del Norte

### Altri successi
- 1936

Classifica scalatori Vuelta a España

## Piazzamenti

### Grandi Giri
- Tour de France

1936: ritirato (7ª tappa)
- Vuelta a España

1935: 20º
1936: 14º